# William Smith (ciclista)
William Smith (1893-1958) fue un deportista sudafricano que compitió en ciclismo en la modalidad de pista. Participó en los Juegos Olímpicos de Amberes 1920, obteniendo dos medallas, plata en la prueba de tándem y bronce en persecución por equipos.

## Medallero internacional
| Juegos Olímpicos | Juegos Olímpicos  | Juegos Olímpicos  | Juegos Olímpicos        |
| Año              | Lugar             | Medalla           | Competición             |
| ---------------- | ----------------- | ----------------- | ----------------------- |
| 1920             | Amberes (Bélgica) | Medalla de plata  | Tándem                  |
| 1920             | Amberes (Bélgica) | Medalla de bronce | Persecución por equipos |